# Ramienica bałtycka
Ramienica bałtycka (Chara baltica) – gatunek ramienicy.

## Morfologia
Pokrój
Średni makroglon (zwykle do 50 cm długości). Cienka (0,5-1 mm średnicy) nibyłodyga. Plecha żywozielona, w odróżnieniu od większości ramienic nieinkrustowana węglanem wapnia. Jesienią wytwarza wielokomórkowe bulwki. Roślina jednopienna. 
Okorowanie
Dwurzędowe.  Rzędy główne silniej wykształcone niż boczne.
Nibyliście
6–11 w okółku. 6–9 członów. 
Nibylistki
Przeważnie dłuższe od lęgni.
Kolce
Wyrastające pojedynczo lub rzadko w parach. Zwykle krótsze niż średnica nibyłodygi.
Przylistki
W dwurzędowych okółkach.
Plemnie
0,5–0,8 mm średnicy.
Lęgnie
Do 1,2 mm długości. Oospory czarne.

## Biologia
Roślina wieloletnia lub zimująca jedynie w postaci oospor i bulwek. Rozmnażanie płciowe mało wydajne.

## Ekologia
Gatunek słonawowodny (2–10 PSU). Zwykle w wodach płytkich litoralu lagun i zatok morskich (zwykle od 0,1 do 1 m głębokości, ale może sięgać kilku metrów), na podłożu mulistym lub piaszczystym. Tworzy łąkę ramienicową Charetum balticae.
Występowanie
Występuje w dużej części Europy, zwłaszcza w Bałtyku, także w Brazylii. W Polsce podwodne łąki notowano w Zatoce Puckiej.

## Zagrożenia i ochrona
Na czerwonej liście roślin i grzybów Polski określona jako gatunek narażony na wyginięcie (V), podobny status ma na Wyspach Brytyjskich. Podlega w Polsce ochronie gatunkowej od 2004 r. Obecność jej zbiorowiska w akwenie jest podstawą do objęcia go ochroną jako siedlisko przyrodnicze 1160 (duże płytkie zatoki) w systemie Natura 2000.